# Referéndum constitucional de Eslovaquia de 2023
El referéndum constitucional de Eslovaquia de 2023 tuvo lugar el 21 de enero del mencionado año. El fin era permitir que la población pueda votar una iniciativa popular presentada por la oposición con el fin de reformar la Constitución de 1993 para que se convoque a elecciones anticipadas a solicitud del Consejo Nacional o de la población, mediante referéndum.
Para ser validada, la pregunta formulada debía haber obtenido los votos favorables de la mayoría absoluta de los votos emitidos, y la tasa de participación debía superar el cuórum de 50% de votantes registrados, esto último no se cumplió invalidando el resultado del referéndum.

## Contexto

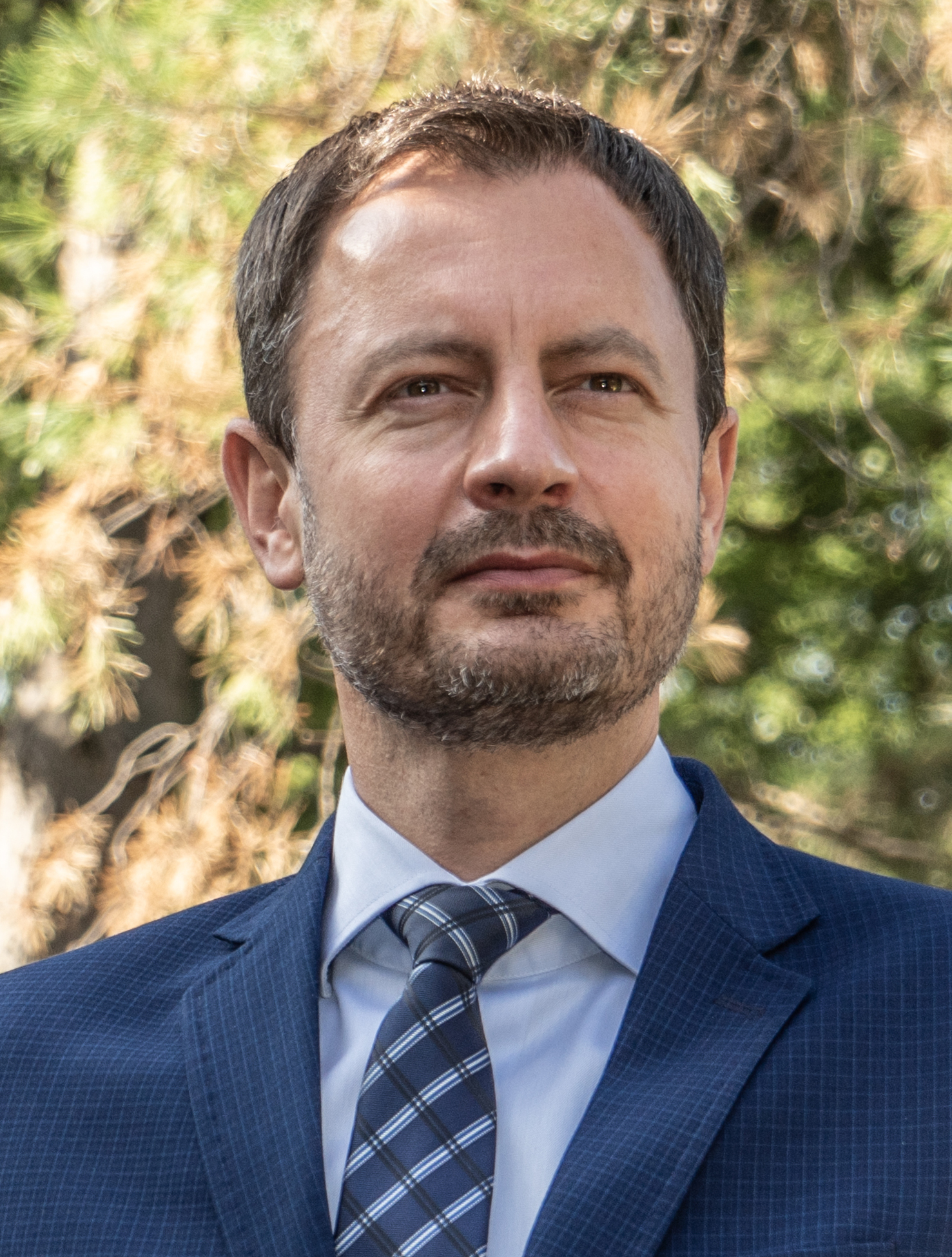
Primer Ministro Eduard Heger.

El referéndum se produce en el contexto de repetidos intentos de la oposición liderada por el Dirección-Socialdemocracia (SME) de convocar elecciones anticipadas. En el poder de 2012 a 2020, solo o en coalición, el SMER se encontró en la oposición después de las elecciones legislativas de 2020, lo que llevó a una alternancia. La alianza conservadora, liderada por el partido anticorrupción Gente Común y Personalidades Independientes (OĽaNO) encabezaba las encuestas con resultados marcadamente altos, luego de una gran propesta popular provocada por el asesinato en 2018 del periodista Ján Kuciak y su compañera Martina Kušnírová que sacó a la luz el vínculos del SMER con la mafia calabresa.
El líder de OĽaNO, Igor Matovič, fue elegido para reemplazar al líder de SMER, Peter Pellegrini, como primer ministro al frente de una nueva coalición de cuatro partidos, que reúne a OĽaNO, Somos Familia (SR), Libertad y Solidaridad (SaS) y Por el Pueblo (ZL).
La compra por parte de Igor Matovič de dosis de la vacuna rusa Sputnik V en plena pandemia de Covid-19, sin haber obtenido el visto bueno de sus socios, provoca una grave crisis política en marzo de 2021. Después de una ola de renuncias dentro del gobierno, este último se reorganizó profundamente mientras que sus socios obligaron a Matovič a ceder el cargo a Eduard Heger, hasta entonces Ministro de Finanzas. Si bien los cuatro partidos miembros de la coalición renuevan su cooperación votando su confianza en el nuevo gobierno, el SaS termina dejándolo en septiembre de 2022, por diferencias en la política económica, dejando en minoría al gobierno de Heger.
Tres meses después, el 15 de diciembre, el ejecutivo fue finalmente derrotado por una moción de censura, aprobada por 78 votos de 150. La moción pasa en particular con el apoyo del SaS, cuyo líder, Richard Sulík, se declara a favor de un nuevo gobierno y no de elecciones anticipadas. Al día siguiente, la Presidenta de la República, Zuzana Čaputová, decidió encomendar los asuntos de actualidad al gobierno saliente. También da a los parlamentarios hasta fines de enero de 2023 para modificar la Constitución para poder organizar elecciones anticipadas, de lo contrario deberá proponer un nuevo presidente del gobierno y nombrar un nuevo ejecutivo.

## Propuesta
Al mismo tiempo, la oposición se compromete, a principios de 2021, a recoger las firmas necesarias para la organización de un referéndum de iniciativa popular sobre la convocatoria de elecciones anticipadas. El proyecto recibe apoyo de SMER, HLAS - Social Democracia (HLAS-SD), Partido Nacional Eslovaco (SNS) y Socialisti.sk, así como de la Confederación de Sindicatos Laborales. Los artículos 95 a 100 de la Constitución de 1993 permiten a la población eslovaca implementar tal iniciativa en áreas que caen dentro de la competencia del Consejo Nacional, siempre que las firmas de al menos 350mil registrados en las listas electorales, es decir, aproximadamente 8%. Tal referéndum es legalmente vinculante. Sin embargo, sólo se considera válido con la condición de obtener la mayoría absoluta de los votos emitidos a favor de la propuesta, así como superar el cuórum de participación de 50% de registrados.

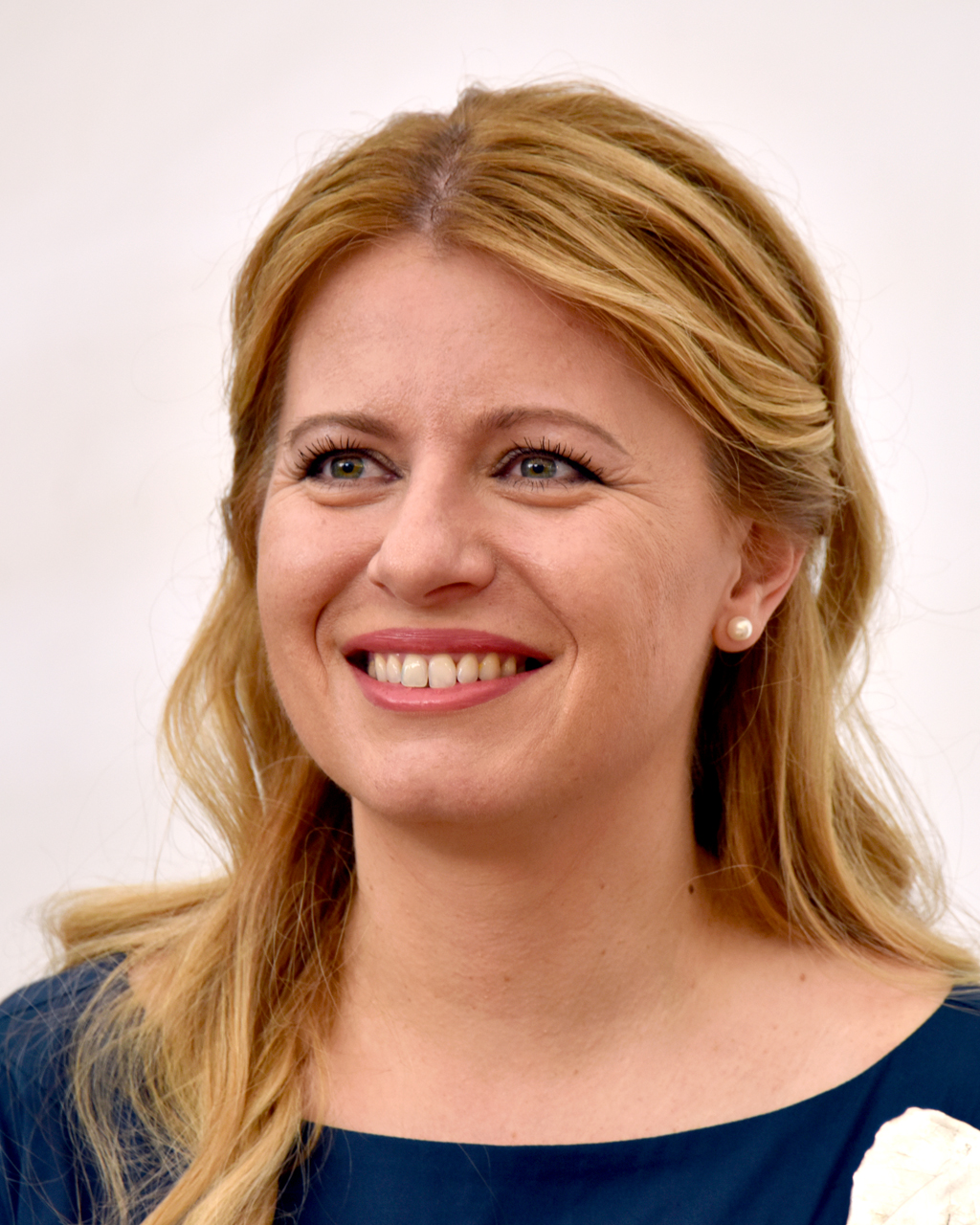
Presidente de la República Zuzana Čaputová

Menos de dos meses después de la caída del gobierno de Matovič, la oposición sacó más de 585 mil firmas, que se presentan el 3 de mayo de 2021 a la presidenta, Zuzana Čaputová, elegida en 2019 como candidato de un pequeño partido, Eslovaquia Progresista (PS), tras derrotar al candidato del SMER en la segunda vuelta, el jefe de Estado decide someter la cuestión a revisión constitucional por parte del Tribunal Constitucional de Eslovaquia. La Constitución de 1993 sólo permitía la disolución del Consejo Nacional hasta entonces por decisión del Presidente de la República bajo condiciones muy específicas vinculadas al rechazo de un voto de confianza al gobierno. El 7 de julio siguiente, la Corte dictaminó que la cuestión del referéndum no era conforme, considerando su presidente, Ivan Fiačan, que se trataba de un «violación de las normas constitucionales generales» y que permiten «allanaría el camino para [las] intervenciones en la Constitución a través de las cuales sería posible eliminar las barreras que protegen a las personas contra el abuso del poder estatal». La Corte indica sin embargo que un referéndum sobre la convocatoria de elecciones anticipadas sería constitucional si primero se reformara la Constitución en este sentido, luego que se realizó una nueva recolección de firmas dentro de este nuevo marco legal. Esta hipótesis es retomada de inmediato, incluso por el presidente del Parlamento y líder de Somos Familia, Boris Kollár.
Rápidamente se organiza una nueva colecta, y logra, entre el 10 de junio y el 24 de agosto de 2022, recolectar más de 406 mil firmas, de las cuales 381 960 están certificadas como válidas. Sin embargo, los organizadores intentan incluir dos preguntas, la primera con el objetivo de pedir la modificación por parte del Consejo Nacional de la Constitución para permitir referéndums sobre las elecciones anticipadas, y la segunda para pedir la renuncia del gobierno de Heger. Esta segunda cuestión fue inmediatamente cuestionada por la Presidenta, quien decidió el 12 de septiembre someter nuevamente la iniciativa a revisión constitucional, decisión que luego le valió las críticas de la oposición, que la acusó de querer frustrar cualquier referéndum desfavorable a la gobierno y a «polarizar la sociedad» en lugar de ser «la presidenta de todos los eslovacos». Zuzana Čaputová es especialmente objeto de críticas por sus declaraciones según las cuales incluso en caso de validación de la cuestión por la Corte y de resultado positivo en el referéndum, esta renuncia forzada del gobierno no conduciría necesariamente a la convocatoria por parte de ella de nuevas elecciones, sino simplemente la formación de un nuevo gobierno. La presidenta se defiende juzgando «absurdas» estas acusaciones, que califica como «campaña de desprestigio».
La revisión constitucional también lleva al aplazamiento del referéndum, inicialmente previsto para el 29 de octubre de 2022 al mismo tiempo que las elecciones municipales y autonómicas. La organización simultánea del referéndum con estas votaciones hizo que la oposición esperara una mayor tasa de participación, que finalmente se ubicó en 46,19% para las elecciones de octubre.
El 26 de octubre de 2022, la Corte Constitucional reiteró su acuerdo con la primera pregunta, pero declaró inconstitucional la segunda, ya que un referéndum no podía, en el estado actual de la Constitución, poner fin al ejercicio de las facultades de una institución pública. A principios de noviembre, la Presidenta de la República fija la fecha del referéndum para el 21 de enero de 2023. Los partidos integrantes de la coalición de gobierno afirman entonces su intención de respetar el resultado del referéndum, al tiempo que juzgan que su organización es «un derroche inútil de dinero público», el vicepresidente de SaS, Branislav apoyando esas declaraciones propuso «enviar la factura a SMER».
La pregunta que saldrá en la papeleta será: «¿Está de acuerdo en que la terminación anticipada del mandato del Consejo Nacional de la República Eslovaca pueda efectuarse mediante un referéndum o una resolución del Consejo Nacional de la República Eslovaca, es decir, modificando la Constitución de la República Eslovaca?». El proyecto sometido a votación detalla con precisión las modificaciones realizadas a varios artículos de la Constitución. En opinión de muchos estudiosos del derecho constitucional, incluido Vincent Bujňák, del Departamento de Derecho Constitucional de la Facultad de Derecho de la Universidad Comenius de Bratislava, un resultado positivo válido conduciría a un cambio inmediato de la Constitución, sin estar condicionado a una voto del Parlamento. Por lo tanto, este último podría ser disuelto por referéndum o por mayoría absoluta de votos de sus miembros, es decir, 76 votos sobre 150. Dado que la pregunta del referéndum no incluye límites de tiempo, dicha moción podría tener lugar en cualquier momento durante una legislatura.

## Posicionamiento partidista
| Posición    | Partido | Partido                                                                | Ref    |
| ----------- | ------- | ---------------------------------------------------------------------- | ------ |
| Sí          |         | Dirección-Socialdemocracia (SMER–SSD)                                  | [ 25 ] |
| Sí          |         | Voz – Socialdemocracia (HLAS–SD)                                       | [ 26 ] |
| Sí          |         | República                                                              | [ 27 ] |
| Sí          |         | Vida – Partido Nacional (ŽIVOT)                                        | [ 28 ] |
| Sí          |         | PATRIOTA Eslovaco (PATRIOT)                                            | [ 29 ] |
| Sí          |         | Partido Nacional Eslovaco (SNS)                                        | [ 30 ] |
| Sí          |         | Socialisti.sk                                                          | [ 31 ] |
| Sí          |         | Partido Comunista de Eslovaquia (KSS)                                  | [ 32 ] |
| Sí          |         | 99% - Voz Cívica (99%)                                                 | [ 33 ] |
| Sí          |         | Coalición Nacional / Candidatos Independientes (NK/NEKA)               | [ 34 ] |
| Sí          |         | Movimiento de Renacimiento Eslovaco (SHO)                              | [ 35 ] |
| Sí          |         | Patria y Justicia – Nuestro Partido (NAS)                              | [ 36 ] |
| Sí          |         | Inicio Partido Nacional (DOMOV–NS)                                     | [ 37 ] |
| No (Boicot) |         | Gente Común (OĽaNO)                                                    | [ 38 ] |
| No (Boicot) |         | Libertad y Solidaridad (SaS)                                           | [ 39 ] |
| No (Boicot) |         | Para la gente (ZĽ)                                                     | [ 40 ] |
| No (Boicot) |         | Nueva Mayoría (NOVA)                                                   | [ 41 ] |
| No (Boicot) |         | Cambio desde Abajo (ZZ)                                                | [ 42 ] |
| No (Boicot) |         | Partido Cívico Conservador (OKS)                                       | [ 43 ] |
| No (Boicot) |         | Eslovaquia Progresista (PS)                                            | [ 44 ] |
| No (Boicot) |         | Juntos – Democracia Cívica (SPOLU)                                     | [ 45 ] |
| No (Boicot) |         | Buena Elección y Moderados (DV)                                        | [ 46 ] |
| No (Boicot) |         | Foro Húngaro (MF)                                                      | [ 47 ] |
| No (Boicot) |         | Demócratas Cívicos de Eslovaquia (ODS)                                 | [ 48 ] |
| No (Boicot) |         | Oportunidad (ŠANCA)                                                    | [ 49 ] |
| No (Boicot) |         | Demócratas de Eslovaquia (DS)                                          | [ 50 ] |
| Neutral     |         | Somos Familia (SR)                                                     | [ 51 ] |
| Neutral     |         | Kotlebistas - Partido Popular Nuestra Eslovaquia (ĽSNS)                | [ 52 ] |
| Neutral     |         | Movimiento Demócrata Cristiano (KDH)                                   | [ 53 ] |
| Neutral     |         | Alianza                                                                | [ 54 ] |
| Neutral     |         | HEART–Unidad Nacional Eslovaca–Partido de los Patriotas (SRDCE–SNJ–sv) | [ 55 ] |

## Resultados
| Elección                  | Votos     | %      |
| ------------------------- | --------- | ------ |
| Sí                        | 1,163,586 | 98.44  |
| No                        | 18,398    | 1.56   |
|                           |           |        |
| Votos válidos             | 1,181,984 | 99.06  |
| Votos inválidos/en blanco | 11,214    | 0.94   |
| Votos totales             | 1,193,198 | 100.00 |
| Registrados/Participación | 4,377,565 | 27.26  |
| Fuente:                   |           |        |